# Mamadou Traoré
Mamadou Traoré (n. Marcory, Abiyán, Costa de Marfil, 3 de abril de 2002) es un futbolista costamarfileño de nacionalidad maliense que juega de delantero para el Royale Union Saint-Gilloise de la Belgian Pro League de Bélgica.

## Trayectoria
Traoré es un jugador nacido en Marcory, Abiyán, pero nacionalizado maliense, formado en las categorías inferiores de la Academia Mansa de Mali, propiedad del delantero de Moussa Dembélé.
En agosto de 2022, firma por el FK Minija Kretinga de la segunda división lituana.
En julio de 2023, firma por el Royale Union Saint-Gilloise de la Primera División de Bélgica.
El 31 de agosto de 2023, firma por el Club Deportivo Castellón de la Primera División RFEF, cedido por el PEC Zwolle.

### Selección nacional
En 2017, con 15 años disputó el Mundial sub-17 con la Selección de fútbol sub-17 de Malí, llegando a semifinales y fue Campeón de África sub-17 en el mismo año.

## Clubes
| Club                              | País     | Año             |
| --------------------------------- | -------- | --------------- |
| FK Minija Kretinga                | Lituania | 2022-2023       |
| Royale Union Saint-Gilloise       | Bélgica  | 2023-actualidad |
| Club Deportivo Castellón (cedido) | España   | 2023-actualidad |